# Pacto de investidura
Un pacto o acuerdo de investidura es un acuerdo al que se llega en sistemas políticos multipartidistas donde no existe una mayoría absoluta clara en las instituciones representativas, como parlamentos o ayuntamientos.

## Definición
En esencia, un pacto de investidura se da cuando varios partidos políticos llegan a un acuerdo para apoyar la elección o nombramiento de un candidato específico para un cargo ejecutivo, como presidente, primer ministro o alcalde. A diferencia de un gobierno de coalición, donde los partidos comparten responsabilidades de gobierno y ministerios, un pacto de investidura suele ser más limitado, centrado principalmente en asegurar la elección del candidato y, a menudo, en algunos acuerdos programáticos específicos.
Los pactos de investidura pueden incluir diversas concesiones y compromisos, como:
1. Acuerdos programáticos: los partidos pueden acordar apoyar ciertas políticas o reformas. Esto puede incluir temas como la economía, la educación, la sanidad, la política social, entre otros.
2. Reparto de cargos: aunque no es común como en un gobierno de coalición, a veces los pactos de investidura pueden incluir el reparto de ciertos cargos menores o posiciones en comités y comisiones.
3. Medidas para la gobernabilidad: puede incluir acuerdos sobre cómo se manejarán ciertas situaciones parlamentarias o cómo se abordarán temas controvertidos.

## Perspectiva global
Los pactos de investidura son comunes en muchos sistemas políticos multipartidistas alrededor del mundo, especialmente en aquellos donde las coaliciones son necesarias para formar un gobierno. Esta práctica es particularmente relevante en sistemas parlamentarios o semipresidenciales, donde ningún partido político tiene una mayoría absoluta en el parlamento o la asamblea legislativa.
En diferentes países, estos acuerdos pueden tomar diversas formas y nombres, pero el principio subyacente es el mismo: partidos políticos que normalmente no están alineados forman acuerdos temporales o específicos para asegurar la elección de un líder gubernamental, como un primer ministro, presidente o alcalde. Estos acuerdos pueden ser meramente para la investidura o pueden extenderse a acuerdos de gobernabilidad más amplios.

### Alemania
En el sistema político alemán, los pactos de coalición son comunes. Estos acuerdos suelen ir más allá de la simple investidura y abarcan detalles detallados sobre políticas y reparto de ministerios. Sin embargo, también se pueden formar acuerdos más limitados centrados en la elección de un canciller.

### Canadá
En el sistema parlamentario canadiense, los pactos de investidura pueden ocurrir cuando un partido minoritario apoya a otro en la votación de confianza para formar un gobierno, sin entrar en un acuerdo de coalición formal.

### España
En el contexto español, estos pactos han cobrado mayor importancia debido a la creciente fragmentación política. Desde la crisis económica de 2008 y los movimientos sociales posteriores, el panorama político español se ha diversificado, haciendo más comunes las situaciones en las que ningún partido tiene una mayoría absoluta. Esto ha llevado a una mayor necesidad de negociaciones y acuerdos entre partidos para formar gobiernos estables.
Algunos de los pactos de investidura más destacados en España son:
1. 1986 - Pacto PSOE-CiU: Tras las elecciones generales, el PSOE de Felipe González, aunque ganó con mayoría, buscó apoyo de Convergència i Unió (CiU) para reforzar su estabilidad. Este pacto es uno de los primeros ejemplos significativos de acuerdos de investidura en la España moderna.
2. 1993 - Pacto PSOE-CiU, PNV, CC: Felipe González y el PSOE, tras perder la mayoría absoluta, formaron un pacto con CiU, el Partido Nacionalista Vasco (PNV), y Coalición Canaria (CC) para asegurar su investidura y la gobernabilidad.
3. 1996 - Pacto PP-CiU, PNV, CC: El Partido Popular (PP), liderado por José María Aznar, alcanzó acuerdos con CiU, PNV y CC para asegurar su investidura después de ganar las elecciones sin mayoría absoluta.
4. 2015 y 2016 - Pactos en un escenario fragmentado: Las elecciones generales de 2015 y 2016 reflejaron una gran fragmentación política, con el surgimiento de nuevos partidos como Podemos y Ciudadanos. En 2016, el PP, liderado por Mariano Rajoy, formó un gobierno minoritario con el apoyo del Ciudadanos y Coalición Canaria.
5. 2019 - PSOE y Unidas Podemos: Las elecciones generales de abril y noviembre de 2019 resultaron en un parlamento fragmentado. El PSOE, liderado por Pedro Sánchez, formó finalmente un gobierno de coalición con Unidas Podemos, apoyado por varios partidos regionales y minoritarios en acuerdos de investidura.

### India
En la política india, especialmente a nivel estatal, es común que los partidos formen alianzas postelectorales para asegurar la formación de un gobierno. Estas alianzas a veces solo se centran en la elección de un líder (como un ministro principal) y pueden no implicar un reparto de carteras ministeriales detallado.

### Países Bajos
En los Países Bajos, donde el sistema multipartidista es muy prominente, es común que varios partidos negocien acuerdos detallados antes de formar un gobierno de coalición. Aunque estos acuerdos son más amplios que un simple pacto de investidura, a menudo comienzan con negociaciones para el apoyo a un primer ministro.